# Gurelca hyas
Gurelca hyas är en fjärilsart som beskrevs av Alphéraky 1892. Gurelca hyas ingår i släktet Gurelca och familjen svärmare. Inga underarter finns listade i Catalogue of Life.